# Кёнджу
Кёнджу́ (кор. 경주시?, 慶州市?, Кёнджу-си) — город, один из основных туристических центров Южной Кореи. Расположен в юго-восточной части провинции Кёнсан-Пукто на берегу Японского моря. Ближайшие города — крупные промышленные центры Ульсан и Пхохан. Ландшафт сформирован восточными отрогами горного хребта Тхэбэксан.
Кёнджу был столицей древнекорейского государства Силла и одним из самых процветающих городов Восточной Азии. Власть Силла, возникшего в начале 1 тыс. н. э., распространялась на большую часть Корейского полуострова в период с VII по IX век. С тех пор в городе осталось множество памятников истории и культуры. После падения династии Силла город постепенно утратил своё значение.
Современный Кёнджу — это типичный южнокорейский город среднего размера. Однако большое количество достопримечательностей, в том числе входящих в список Всемирного наследия ЮНЕСКО, делают Кёнджу, наряду с Сеулом, центром туризма Южной Кореи.

## География
Кёнджу расположен в юго-восточной части провинции Кёнсан-Пукто. Граничит с городом прямого подчинения Ульсаном на юге, городами Пхоханом на севере, Йончхоном на северо-западе и уездом Чхондо на юго-западе. С востока омывается Японским морем.
Ландшафт преимущественно холмистый, однако часть западной части города занимают отроги хребта Тхэбэксан. Высочайшая точка Кёнджу — гора Мунбоксан (1013 метров над уровнем моря) в районе Саннэ-мён на границе с Чхондо. К востоку от хребта Тхэбэксан расположены отроги гор Чусасан и Тондэсан.
Речная система Кёнджу сформирована этими горами. Горы Тондэсан формируют речную систему западной части города, большую часть которой составляет бассейн реки Хёнсанган, берущей начало на территории Ульсана и впадающей в море возле Пхоханской бухты. Главные притоки Хёнсангана — небольшие речки Пукчхон и Намчхон (Северный ручей и Южный ручей соответственно), впадающие в водохранилище Кёнджу. В юго-западной части города протекает приток Нактонгана — река Кымхоган, а в южной — река Тэхваган, впадающая в море недалеко от Ульсана.
Береговая линия Кёнду протянута на 33 километра между Пхоханом на севере и Ульсаном на юге. Линия берега изрезана несильно, главным формирующим её фактором являются устья рек. Крупнейшая бухта города находится в юго-восточной его части рядом с Ульсаном. Здесь расположена база Национальной морской полиции, в чьи функции входит поддержание порядка на близлежащей акватории.
Благодаря расположению на берегу моря, климат Кёнджу немного более мягкий и влажный, чем в центральных частях страны. Лето тёплое и влажное, зима прохладная и относительно сухая. Июль и август — сезон дождей. Как и на остальной части Корейского полуострова, нередки осенние тайфуны. Среднегодовое количество осадков — 1 091 миллиметров, среднегодовая температура — 12,2 °C.
Исторический центр города расположен в низменности на берегу Хёнсангана. В древности в результате тайфунов здесь были нередки половодья и наводнения. В среднем хроники сообщают о наводнениях каждые 27,9 лет. Сейчас, после введения в строй современных систем контроля наводнений, наводнения в Кёнджу — большая редкость.
| Показатель                        | Янв. | Фев. | Март  | Апр. | Май  | Июнь  | Июль | Авг.  | Сен. | Окт. | Нояб. | Дек. |
| --------------------------------- | ---- | ---- | ----- | ---- | ---- | ----- | ---- | ----- | ---- | ---- | ----- | ---- |
| Средняя температура, °C           | 3    | 1,8  | 5,2   | 10,8 | 17,1 | 20,4  | 23,8 | 24,8  | 19,9 | 13,9 | 7,6   | 1,2  |
| Норма осадков, мм                 | 23,7 | 10,8 | 138,5 | 38,8 | 54,9 | 369,3 | 59,5 | 100,5 | 39   | 31   | 49,8  | 27,5 |
| Источник: Официальный сайт города |      |      |       |      |      |       |      |       |      |      |       |      |

## История

### Силла
Ранняя история Кёнджу тесно связана с расцветом древнекорейского государства Силла, столицей которого являлся город. Впервые Кёнджу упоминается в некорейских записях, относящихся к эпохе Самхан в начале нашей эры. Это китайские хроники, в которых город появляется как Сарогук, один из двенадцати племенных союзов, составлявших протогосударственное объединение, известное сегодня как Чинхан. Сарогук позже развился в государство Силла. Корейские хроники, которые, как считается, основаны на придворных записях эпохи Силла, утверждают, что Кёнджу был основан в 57 году до н. э. первым монархом Силла, ваном Паком Хёккосе, путём объединения шести небольших поселений.
В эпоху Силла город носил названия Сораболь (кор. 서라벌?, 徐羅伐?), Керим и Кымсон (кор. 금성?, 金城?).
После объединения Корейского полуострова под властью Силла в середине VII века Кёнджу стал центром политической и культурной жизни всей Кореи. В городе располагалась резиденция ванов Силла и придворной знати. В то время Кёнджу переживал свой расцвет, о нём знали даже в Египте. Согласно хроникам «Самгук юса» в городе в то время было 119 тысяч дворов, что позволяет предположить, что население приближалось к миллиону человек. Большая часть историко-культурного наследия, дошедшего до наших дней, была создана в то время, известное как эпоха Объединённого Силла.
Процветание города длилось в историческом масштабе относительно недолго. В конце IX века Силла переживало упадок, что привело в итоге к его распаду на три части (эпоха Поздних королевств). В 927 году Кёнджу вошло в состав Хупэкче, одного из трёх Поздних государств. Через некоторое время, во время правления вана Кёнсона, Хупэкче пало под натиском воеводы Тэджо, основателя династии Корё. Столица Кореи и королевский двор переехали из Кёнджу в Кагён (современный Кэсон).

### Периоды Корё и Чосон

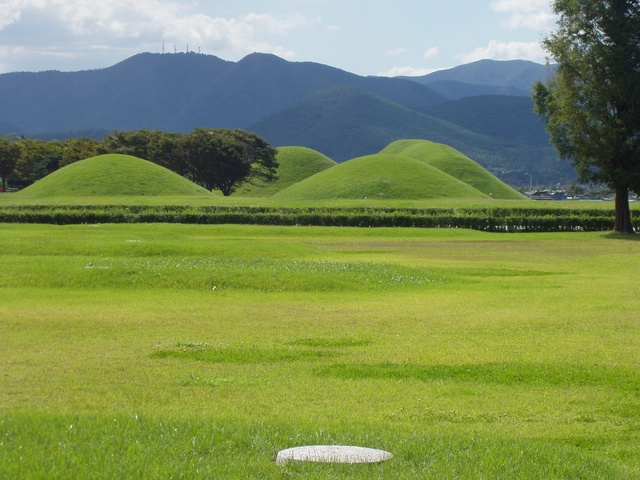
Погребальные курганы ванов государства Силла.

Во время династии Корё (935—1392) Кёнджу постепенно утрачивал своё значение, оставаясь, однако, провинциальным центром. В 940 году во время правления вана Тэджо Кёнджу получил своё современное название и стал административным центром в регионе Йоннам. Под управлением Кёнджу находилась обширная территория, включавшая большую часть восточных и центральных регионов Йоннама.
В 987 году городу было присвоено звание «Восточной Столицы», впрочем немного позже, в 1012 году оно было снято. В эпоху Корё в Кёнджу также располагался «Андон Тэдохобу», орган, заведующий военными делами большей части восточной и центральной Кореи. В XIII веке, после восстаний, связанных с движением за реставрацию Силла, этот орган исчез. Тогда же границы области, управляемой из Кёнджу, значительно сузились.
Во время династии Чосон (1392—1910) Кёнджу продолжил терять своё значение. Он перестал быть региональным центром после того, как была построена Большая йоннамская дорога, соединившая Сеул с портом Тоннэ (сейчас это район Пусана) в обход Кёнджу. В 1601 году столица провинции переместилась в Тэгу, город, расположенный у этой дороги.
В течение всей эпохи Чосон исторические памятники Кёнджу неоднократно грабились и разрушались. В XIII веке монгольские завоеватели разрушили девятиэтажную деревянную пагоду в храме Хваннёнса. Во время Имдинской войны японские войска сожгли деревянные постройки в храме Пульгукса. Кроме того, есть свидетельства участия в разрушении буддийских скульптур на горе Намсан неоконфуцианских радикалов.

### С 1900 года
В XX веке статус и границы Кёнджу менялись несколько раз. С 1895 по 1955 годы Кёнджу имел статус уезда («кун», «гун»), причём центр имел статус «мён», который обычно присваивается относительно малонаселённым административным единицам. В 1931 году центр Кёнджу получил статус «ып», который давался более урбанизированным районам. Наконец, в 1955 году Кёнджу-ып получил статус «си» (город), а остальная часть уезда Кёнджу стала уездом Вольсон, который был объединён с городом в 1995 году. С тех пор границы города не менялись.
В XX веке Кёнджу оставался относительно небольшим городом, не оказывавшим большого влияния на политическую или экономическую жизнь страны. Однако с начала XX века здесь начались археологические раскопки, преимущественно в многочисленных погребениях знати эпохи Силла. В 1915 году был заложен музей, предшественник современного Национального музея Кёнджу. Раскопки того периода проводились преимущественно японскими археологами и нередко граничили с мародёрством и грабежами. Опубликовано было лишь несколько отчётов о раскопках.

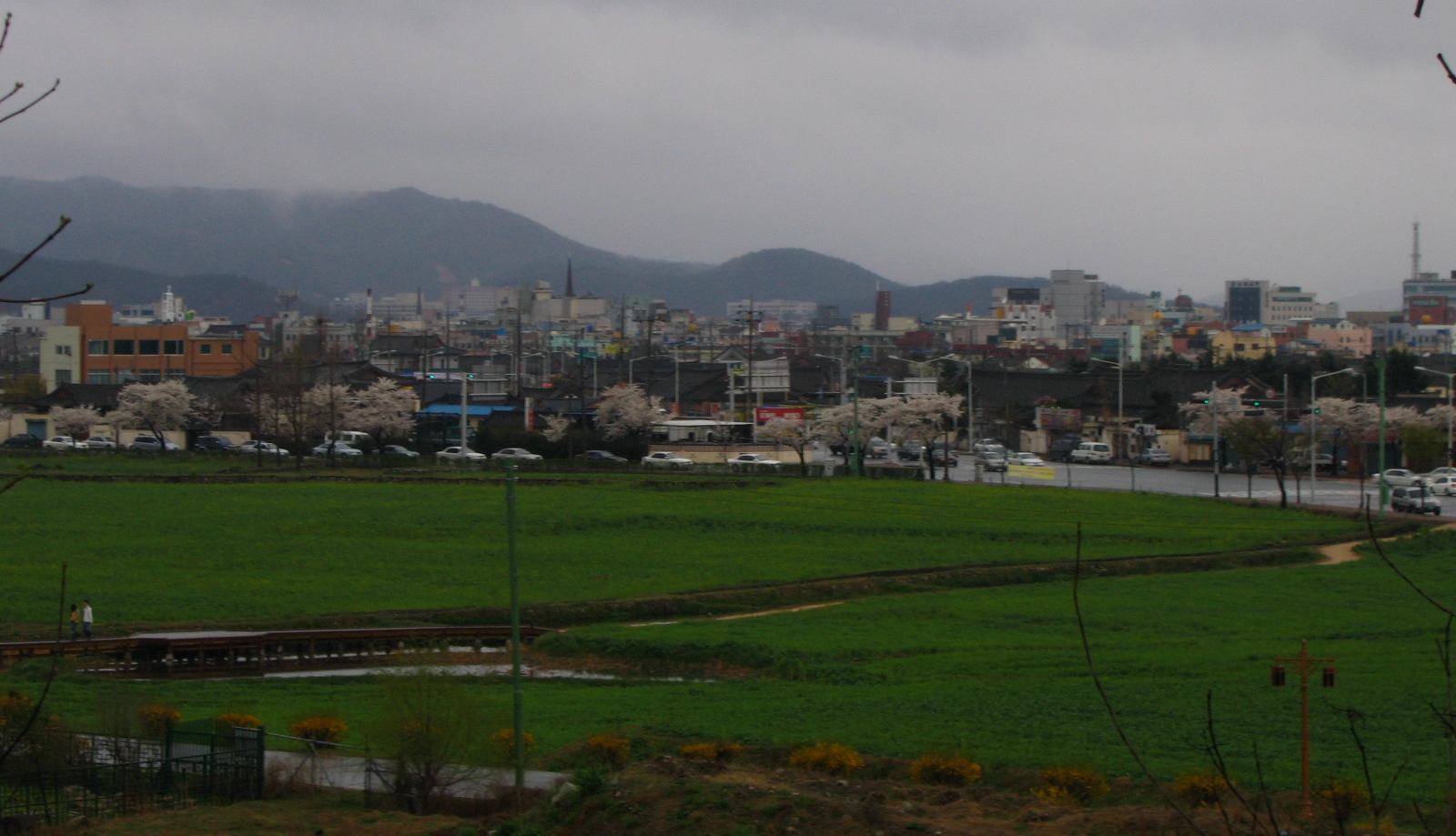
Современный Кёнджу.

В поздние годы японского колониального правления Кёнджу стал транспортным узлом — здесь был построен железнодорожный вокзал. Ветка Тонхэ Намбу была закончена в 1935 году, причём проложена она была прямо через исторические зоны центрального Кёнджу. Ветка Чунъан была завершена в 1942 году, после чего Кёнджу был соединён прямой дорогой с Кёнсоном (современный Сеул). Строительство дорог заложило базу для будущего промышленного развития Кёнджу. Примерно в то же время началось развитие города как туристического центра.
После освобождения Кореи в 1945 году в стране началась разруха, усугублявшаяся сильным притоком возвращавшихся эмигрантов. В Кёнджу был организован лагерь для репатриантов (современный район Тончхон-дон). В горах вокруг города действовали многочисленные разбойничьи отряды.
В 1950 году началась Корейская война. Кёнджу практически не пострадал во время войны, оставаясь под контролем южной коалиции. Лишь в конце 1950 года линия фронта проходила по северным районам города (линия Пусанского периметра).
В 1970-х годах Южная Корея переживала бурный экономический подъём. В регионе Йоннам было создано несколько крупных промышленных центров, в том числе и в Кёнджу. В 1971 году была закончена автомагистраль Кёнбу, соединившая Сеул и Пусан, и проходившая через Кёнджу, в 1973 году в соседних городах Пхохане и Ульсане было открыто соответственно металлургическое и химическое производства. Эти события подтолкнули развитие промышленности в Кёнджу.
В течение всего XX века граждане города не имели возможности выбирать городские власти — мэр города назначался центральным правительством, как при династии Чосон, так и в колониальный период, а также в послевоенное время. Эта ситуация изменилась в 1995 году, после реформы местного самоуправления. Сейчас должность мэра выборная.

## Население
В последнее время население Кёнджу подчинялось тем же демографическим тенденциям, что и население Южной Кореи в целом. В основном это старение населения и уменьшение среднего размера семьи. К примеру, в начале XXI века средний размер семьи в Кёнджу составлял 2,8 человек. Ввиду уменьшения этого показателя, сейчас в городе больше домохозяйств (100 514), чем в 1999 году, даже несмотря на то, что количество населения уменьшилось.
Как и в большинстве небольших южнокорейских городов, население Кёнджу сокращается. К примеру, в период с 1999 по 2003 года город потерял 9,5 тыс. человек. Основная причина этого кроется в том, что большое количество жителей уезжает из города в поисках работы. В начале XXI века отрицательная миграция в городе составляла около 4 тыс. человек ежегодно. Во время этого периода количество смертей превышало количество рождений на 1000 человек ежегодно.
Количество некорейских граждан в Кёнджу невелико, однако постоянно растёт. В 2003 году в городе жило 1778 официально зарегистрированных иностранцев, что в два раза больше, чем в 1999 году. Этот рост обеспечивался в основном эмигрантами из стран Юго-Восточной Азии, таких как Филиппины, Китай, Тайвань, Индонезия и Вьетнам. Количество иностранцев из Японии, США и Канады за период с 1999 по 2003 годы упало значительно.

## Органы власти
Исполнительная власть в городе возглавляется мэром и вице-мэром. Как и в других регионах Южной Кореи, мэр избирается жителями города, а вице-мэр назначается центральной властью. Действующий мэр Кёнджу, Пэк Сан Сын (백상승), избран в 2002 году. Он является третьим по счёту мэром Кёнджу, выбранным на открытом голосовании и двадцать девятым с 1955 года. Как и большинство местных лидеров в данном регионе, он является членом консервативной партии Сэнури.
Законодательная власть представлена Советом Кёнджу (англ. Gyeongju City Council), в который входит 24 члена. Нынешний Совет был сформирован путём объединения в 1991 году старого Совета Кёнджу с Советом уезда Вольсон. Члены Совета избираются от районов города (обычно по одному представителю от каждого района, хотя некоторые районы, такие как Анган-ып, представлены двумя членами).
По состоянию на апрель 2004 года в правительстве города работало 1434 человека. В структуру администрации входит 4 департамента, 2 дополнительных органа, судейская коллегия и 8 отделов. Департаментам подчинена 21 секция. Кроме того, каждый район города имеет свою администрацию (всего их 25).

## Административное деление
Город поделён на 4 ыпа, 8 мёнов и 13 тонов (донов). На подобные административные единицы поделены все города и уезды Южной Кореи. Тоны занимают центральную часть города (ранее там располагался ып Кёнджу), ыпы — в основном на окраинах, а мёны — самые малонаселённые части города. Нынешнее административное деление Кёнджу представлено ниже:
| Кириллица                                          | Хангыль | Ханча  | Население (2004)* | Площадь (км²) |
| -------------------------------------------------- | ------- | ------ | ----------------- | ------------- |
| 1. Саннэмён                                        | 산내면  | 山內面 | 3 695             | 142,25        |
| 2. Сомён                                           | 서면    | 西面   | 4 437             | 52,86         |
| 3. Хёнгокмён                                       | 현곡면  | 見谷面 | 11 535            | 55,88         |
| 4. Анганъып                                        | 안강읍  | 安康邑 | 35 753            | 139,08        |
| 5. Кандонъмён                                      | 강동면  | 江東面 | 9 006             | 81,48         |
| 6. Чхонбукмён                                      | 천북면  | 川北面 | 6 133             | 58,21         |
| 7. Янбукмён                                        | 양북면  | 陽北面 | 4 524             | 120,06        |
| 8. Кампхоып                                        | 감포읍  | 甘浦邑 | 7 935             | 44,75         |
| 9. Яннаммён                                        | 양남면  | 陽南面 | 6 860             | 84,95         |
| 10. Ведонып                                        | 외동읍  | 外東邑 | 18 347            | 110,34        |
| 11. Нэнаммён                                       | 내남면  | 內南面 | 6 062             | 121,96        |
| 12. Кончхонып                                      | 건천읍  | 乾川邑 | 12 235            | 90,46         |
| 13. Сондодон                                       | 선도동  | 仙桃洞 | 12 753            | 28,02         |
| 14. Сонгондон                                      | 성건동  | 城乾洞 | 19 043            | 6,44          |
| 15. Хвансондон                                     | 황성동  | 隍城洞 | 31 381            | 3,84          |
| 16. Йонгандон                                      | 용강동  | 龍江洞 | 16 628            | 5,06          |
| 17. Подоктон                                       | 보덕동  | 普德洞 | 2 266             | 80,94         |
| 18. Пульгуктон                                     | 불국동  | 佛國洞 | 3 498             | 37,26         |
| 19. Тхапчондон                                     | 탑정동  | 塔正洞 | 5 924             | 19,67         |
| 20. Чунбудон                                       | 중부동  | 中部洞 | 7 595             | 0,93          |
| 21. Хванъодон                                      | 황오동  | 皇吾洞 | 6 764             | 0,69          |
| 22. Тончхондон                                     | 동천동  | 東川洞 | 27 126            | 5,1           |
| 23. Вольсондон                                     | 월성동  | 月城洞 | 7 036             | 31,4          |
| 24. Хваннамдон                                     | 황남동  | 皇南洞 | 4 287             | 0,83          |
| 25. Сондондон                                      | 성동동  | 城東洞 | 5 319             | 0,64          |

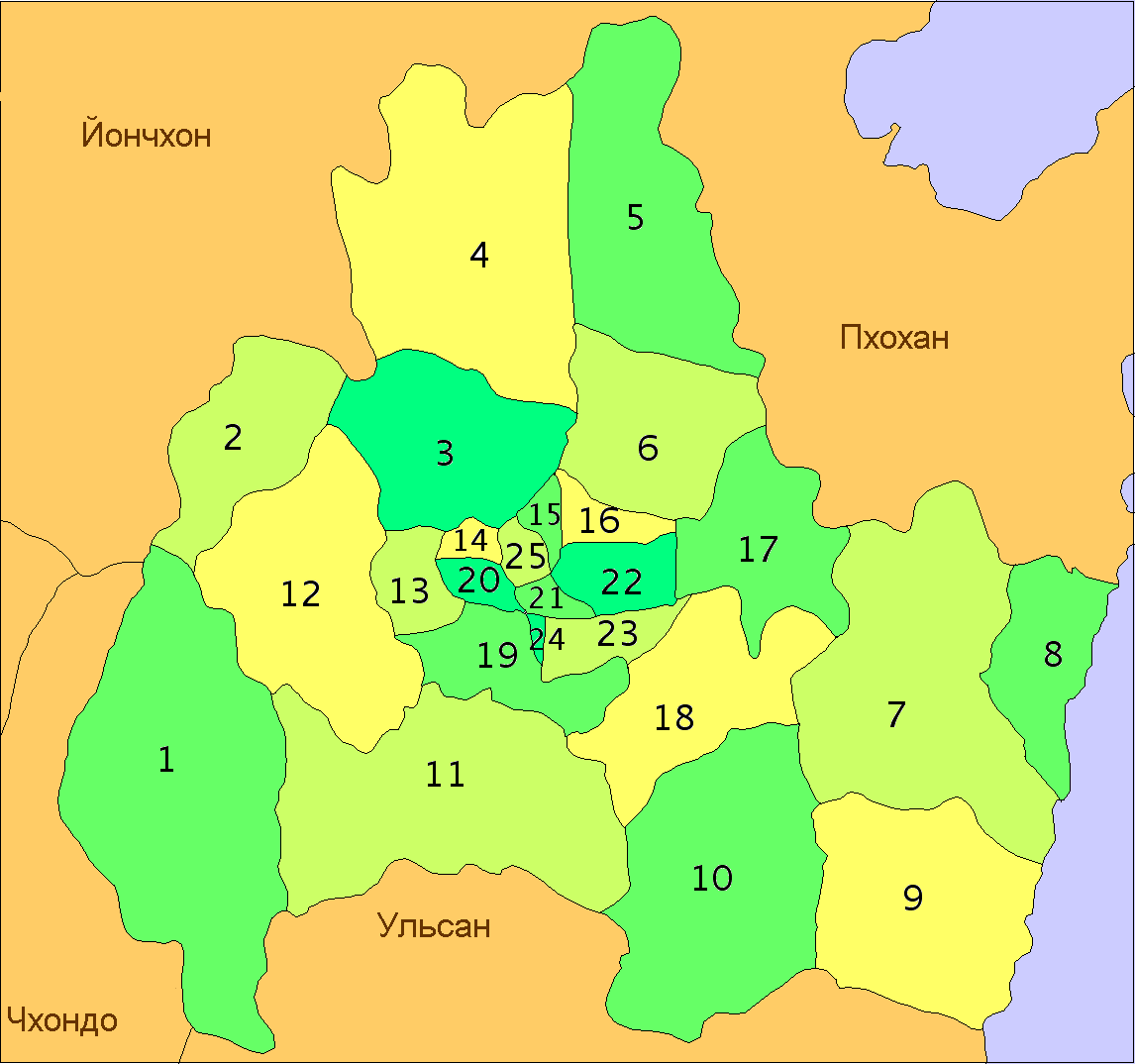
Административная карта Кёнджу.

| * Цифры основаны на отчётах местных администраций. |         |        |                   |               |

## Экономика
Несмотря на то, что туризм является важной частью экономики города, можно говорить о её значительной диверсификации. Большая часть жителей занята в областях экономики, не связанных с туризмом. Более 27 тыс. человек занято в промышленности, тогда как в сфере туризма — около 13,5 тыс. человек. Кроме того, количество работников сферы туризма оставалось постоянным с 1999 по 2003 год, тогда как промышленный сектор вырос на 6 тысяч рабочих мест за тот же промежуток времени.

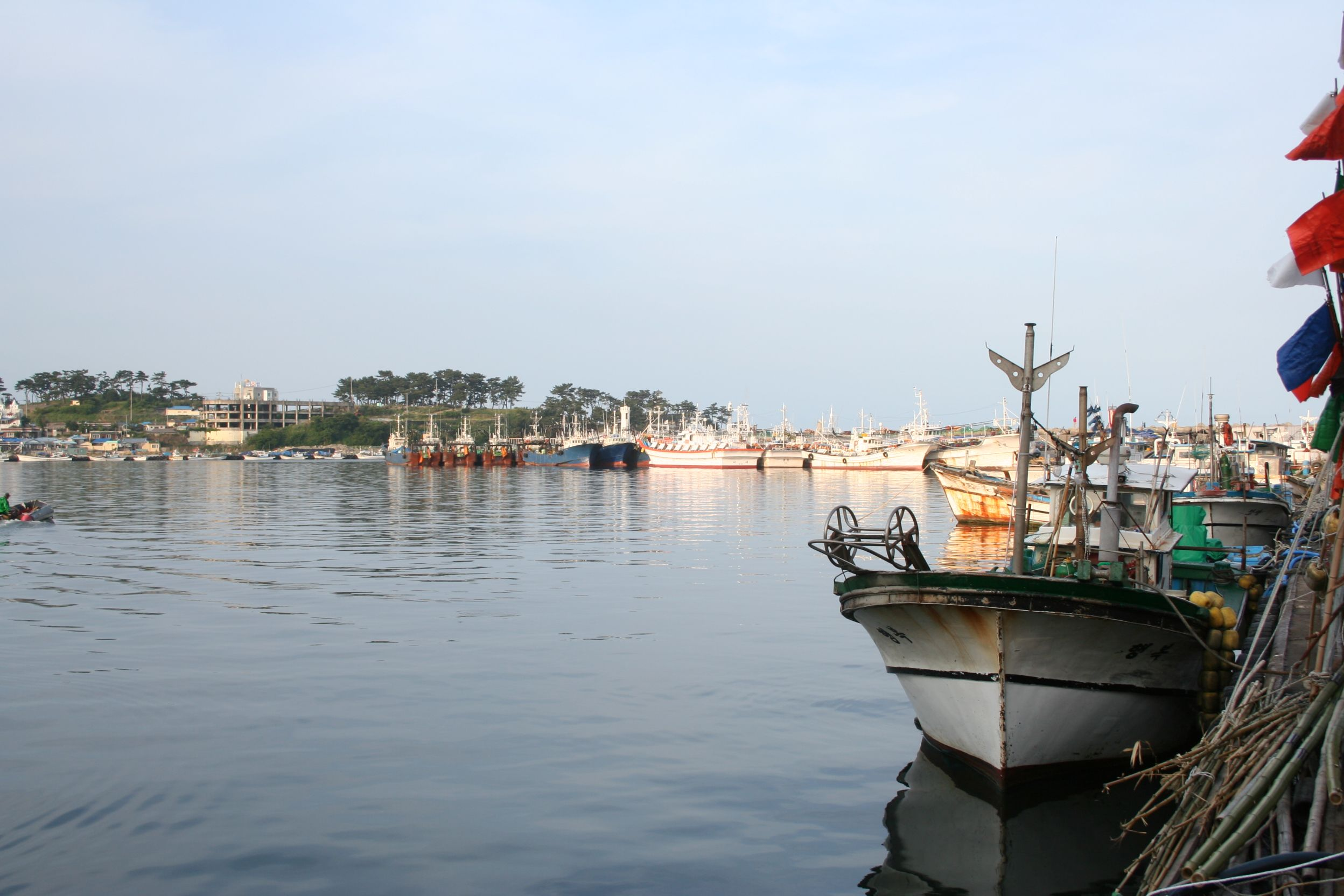
Порт Кампхо.

Промышленность города близко связана с промышленностью близлежащих городов, таких как Ульсан, Пхохан и Тэгу. В сфере промышленности наиболее развито производство автозапчастей: из 938 предприятий города более трети вовлечены в эту отрасль.
Помимо этого в Кёнджу развито и сельское хозяйство, особенно в отдалённых районах муниципального образования. Город играет одну из ключевых в стране ролей в производстве говядины и грибов. Рыбная ловля развита в прибрежных районах, особенно в ыпе Кампхо на северо-востоке города. Всего в городе зарегистрировано 436 рыболовных судов. Большая часть улова употребляется внутри города, продаётся на его рынках и предприятиях общественного питания.
В городе имеется и горная промышленность. На территории города располагается 57 действующих шахт и карьеров, в которых добывается каолин и плавиковый шпат. На побережье в Яннам-мёне находится атомная электростанция, которая производит примерно 5 % всей электроэнергии в стране.

### Транспорт
Город лежит на пересечении двух второстепенных железнодорожных веток. Линия Чунъансон идёт от Сеула до Кёнджу, по ней также проходят поезда из ветки Тэгу (от станции Тондэгу). В Кёнджу Чунъансон соединяется с линией Тонхэ-Намбу, которая идёт от Пхохана в Пусан.
Также через Кёнджу проходит автомагистраль Кёнбу, идущая из Сеула в Пусан, и шесть других менее крупных автомобильных дорог. Благодаря туристической привлекательности региона, в Кёнджу практически изо всех крупных городов страны идут экспресс-автобусы.
На 2010 году намечено завершение железнодорожной линии KTX, связывающей Тэгу и Пусан. Поезда будут проходить через Кёнджу, останавливаясь на станции Кёнджу в Кончхоныпе к югу от центра города.

## Туризм и достопримечательности

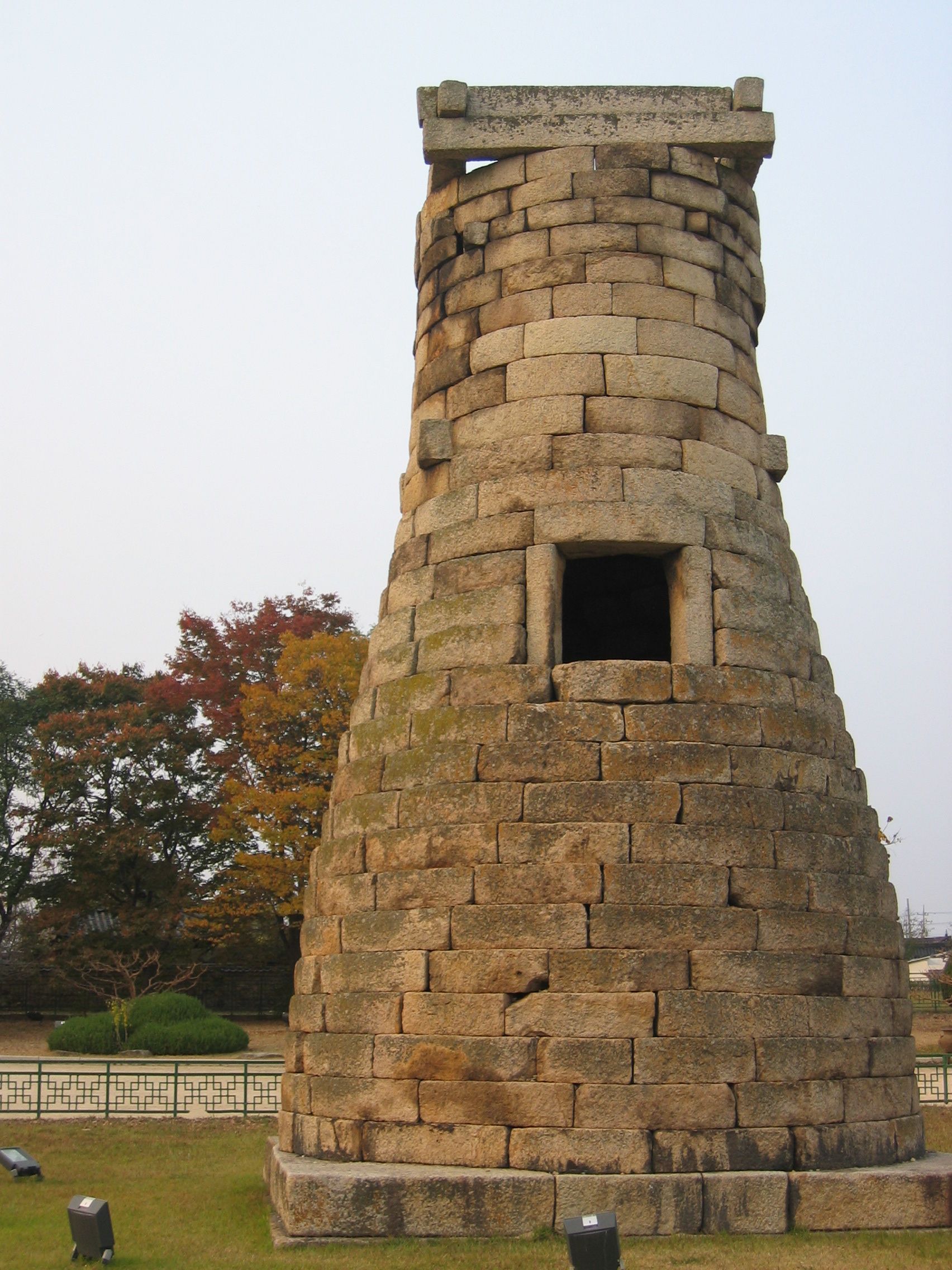
Чхомсондэ, одна из старейших сохранившихся астрономических обсерваторий в Восточной Азии.

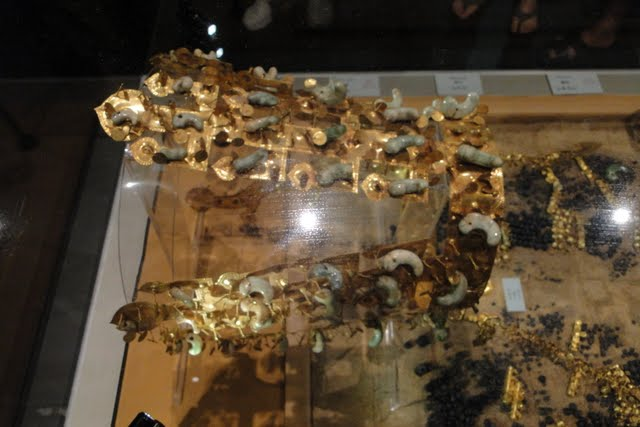
Царская Корона, национальное достояние N188

Кёнджу является центром туризма Южной Кореи. Главной причиной этого является богатое историко-культурное наследие эпохи Силла. К тому же администрация города выгодно использует статус Кёнджу, устраивая различные мероприятия, повышающие туристическую привлекательность региона (конференции, фестивали и т. д.).
Значительная часть наследия Силла находится в Национальном парке Кёнджу. Кроме того, в Государственном музее Кёнджу находится большое количество предметов старины, найденных в окрестностях города. Археологи и историки относят их к эпохе Силла. Многие из этих предметов входят в список Национальных сокровищ Кореи.
Некоторые из наиболее известных достопримечательностей Кёнджу тесно связаны с буддийскими традициями в Силла. Грот Соккурам и храм Пульгукса были первыми достопримечательностями в Корее, включёнными в список Всемирного наследия ЮНЕСКО (1995 год). На склонах горы Тохамсан расположены развалины храма Хваннёнса, который когда-то был самым большим в Корее. На скалах вокруг города, особенно на горе Намсан, находится множество высеченных в камне изображений Будд и бодхисаттв.
Керим, «Куриный лес», является местом, где находится комплекс королевских гробниц в центре Кёнджу. Недалеко расположены пруд Анапчи, сад с ручьём Пхосокчон, и обсерватория Чхомсондэ. С каждым из этих мест связано множество легенд.
Сохранилось несколько крепостей времён Силла — это прежде всего крепости Вольсон и Мёнхваль в центральной части города.
Район вокруг озера Помун в шести километрах от центра Кёнджу был превращён в курортную зону. Здесь, на западном берегу озера, был разбит тематический парк Gyeongju World. Там же расположены Галерея искусств Сонджэ и летний театр Посум. Каждые 2-3 года в Экспо-парке, расположенном к югу от озера, проходит Международная культурная выставка. Здесь также расположено большое количество курортов и гостиниц.

## Образование
Система образования в Кёнджу имеет более глубокую историю, чем где бы то ни было в Южной Корее. Кукхак (национальная академия) была основана здесь в VII веке, в начале эпохи Объединённого Силла. Курс обучения был построен на классике конфуцианства. После падения Силла в X веке Кукхак был закрыт. Однако благодаря тому, что Кёнджу во времена династии Корё и в начале эпохи Чосон был крупным провинциальным центром, в нём было открыто несколько государственных школ, которые назывались хянгё. Позже, во время династии Чосон, в Кёнджу открылось несколько частных конфуцианских школ совон.
Сегодня образовательная система Кёнджу идентична национальной образовательной системе. Обучение начинается в подготовительной школе (их в городе 65), после чего следует шестилетнее обучение в начальной школе (46 по всему городу), затем три года в средней школе (которых в Кёнджу 19) и, наконец, ещё 3 года — в старшей школе. Обучение в старшей школе необязательно, однако большинство детей обучается в ней. Всего в городе 21 старшая школа, из них в 11 обучение производится по специальным техническим программам. На каждом образовательном уровне школы делятся на частные и открытые, причём, оба вида школ подчиняются филиалу отдела образования провинции Кёнсан-Пукто (англ. North Gyeongsang's Provincial Office of Education. Кроме того, в Кёнджу расположена школа для умственно отсталых детей, обучение в которой производится на уровнях от подготовительной до старшей школы.
В городе расположено 4 учреждения высшего образования. Один из них — Сораболь — является техническим учебным заведением. Кроме него, в Кёнджу есть три университета, два из которых, Тонгук и Ыйдук являются буддийскими учебными заведениями, а третий — университет Кёнджу (бывший Корейский Университет Туризма) производит обучение в основном по специальностям, связанным с туристической деятельностью.

## Культура
Кёнджу — родина многих известных личностей, оставивших заметный след в истории и культуре страны. В эпоху Силла в городе жила вся верхушка государства, не только политическая, но и культурная и научная, например, учёный Чхве Чхи Вон и воевода Ким Ю Син. В дальнейшем город оставался одним из культурных центров страны. Потомки Чхве Чхи Вона играли важную роль в культурной жизни Корё. Во время периода Чосон Кёнджу, как и большая часть региона Кёнсан, стал пристанищем консервативной клики «Сарим». Известные члены этой организации из Кёнджу — учёный Ли Он Джок (XV век), а в более позднее время — писатель Пак Мок Воль, внесший большой вклад в дело популяризации культуры региона, а также Чхве Джун, бизнесмен, основавший фонд Университета Йоннам.
Кёнджу — родина нескольких старейших и наиболее влиятельных корейских кланов, берущих начало от аристократии государства Силла. К примеру, клан Кимов из Кёнджу берёт своё начало от придворной знати. Кланы Паков и Соков берут своё начало от аристократии раннего Силла. Эти три клана играли важную роль в политической и культурной жизни страны и после падения Силла. Кланы Чхве и Ли также берут своё начало из элиты средневекового общества. Не все кланы Кёнджу появились в эпоху Силла, некоторые из них, например, клан Пин, появился во время династии Чосон.
В настоящее время город является важным центром корейского буддизма. В восточной части города расположен один из крупнейших и старейших храмов страны — Пульгукса; недалеко от него — древнее святилище Соккурам. Традиционные места для молитв расположены на склонах гор на всей территории города (на горах Намсан в центре города, Тансоксан и Обонсан в западной части и в предгорьях Хёнсана на границе с Пхоханом). Намсан иногда называют «священной горой» ввиду того, что на ней расположено большое количество буддийских святилищ, храмов и статуй.
Диалект местных жителей (а также жителей северной части Ульсана) отличается от традиционного корейского языка. Этот диалект является частью более общего кёнсанского диалекта, сохраняя при этом некоторые отличительные черты. Некоторые лингвисты прослеживают связи местного диалекта с языком жителей древнего Силла. К примеру, контраст между местной формой слова «소내기» (произносится «сонэги») и стандартным корейским «소나기» (произносится «сонаги», в переводе «ливень»), отражает древнюю фонему языка Силла.
Кухня Кёнджу в основном повторяет традиционную корейскую кухню. Однако, имеются небольшие отличия. Наиболее популярное местное блюдо — «хлеб Кёнджу», выпечка из сои, впервые произведённая в 1939 году, а теперь продающаяся по всей стране. Из известных местных алкогольных напитков самый популярный — попчу.

## Спорт
В основном в Кёнджу развит спортивный туризм, в частности горный велосипед и альпинизм. Этому способствует развитая туристическая инфраструктура города и относительно большое количество гор и горных туристических маршрутов в черте города.
Для велосипедистов проложено несколько специальных маршрутов, проложенных вблизи исторических памятников города. Имеется большое количество пунктов проката велосипедов. То же касается и альпинистских маршрутов и троп.
В 2007 году в Кёнджу был основан футбольный клуб Gyeongju Citizen, который начиная с сезона 2008 года принимает участие в первенстве Южной Кореи по футболу (в третьем дивизионе, лиге K3).

## Международные отношения

### Города-побратимы
- Нара, префектура Нара, Япония (15 апреля 1970)
- Обама, префектура Фукуи, Япония (13 февраля 1977)
- Помпеи, Италия (14 октября 1985)
- Версаль, Франция (15 апреля 1987)
- Инглвуд, штат Калифорния, США (11 декабря 1990)
- Сиань, провинция Шэньси, Китай (18 ноября 1994)
- Иксан, провинция Чолла-Пукто, Республика Корея (20 января 1998)
- Хюэ, провинция Тхыатхьен-Хюэ, Вьетнам (7 сентября 2007)
- Габала, Азербайджан (17 августа 2015)

### Города-партнёры
- Уса, префектура Оита, Япония (3 июля 1992)
- Кандзаки, префектура Сага, Япония (25 апреля 2000)

## Символы
Герб Кёнджу представляет собой корону на фоне синего неба. Корона в данном случае символизирует прошлое города, когда он был столицей древнего государства Силла. Синее небо фона олицетворяет светлое будущее города, а шесть звёзд, расположенных на небе — это шесть поселений, с которых началась история Силла.

## Галерея

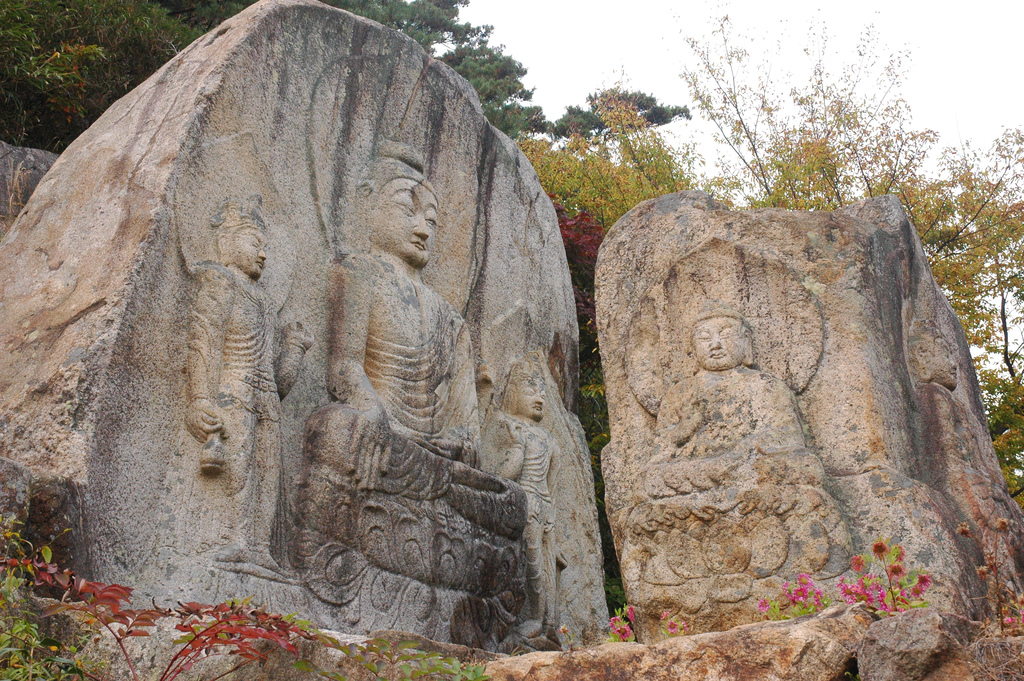
Чхильбурам на горе Намсан.
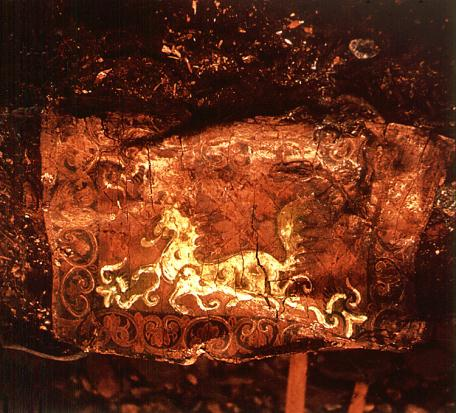
Чхонмадо, картина V-VI-го веков из Чхонсахона.
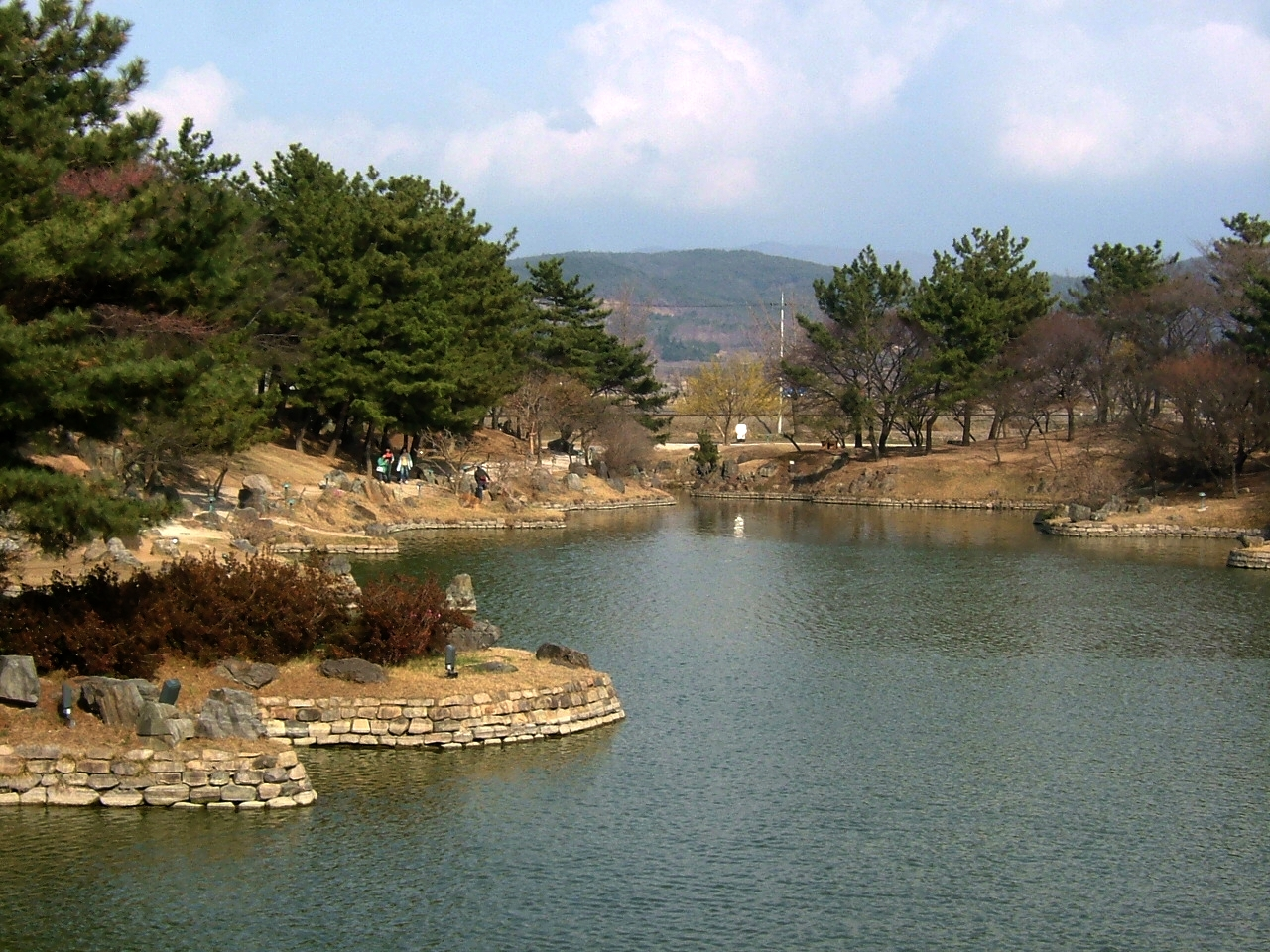
Пруд Анапчи.
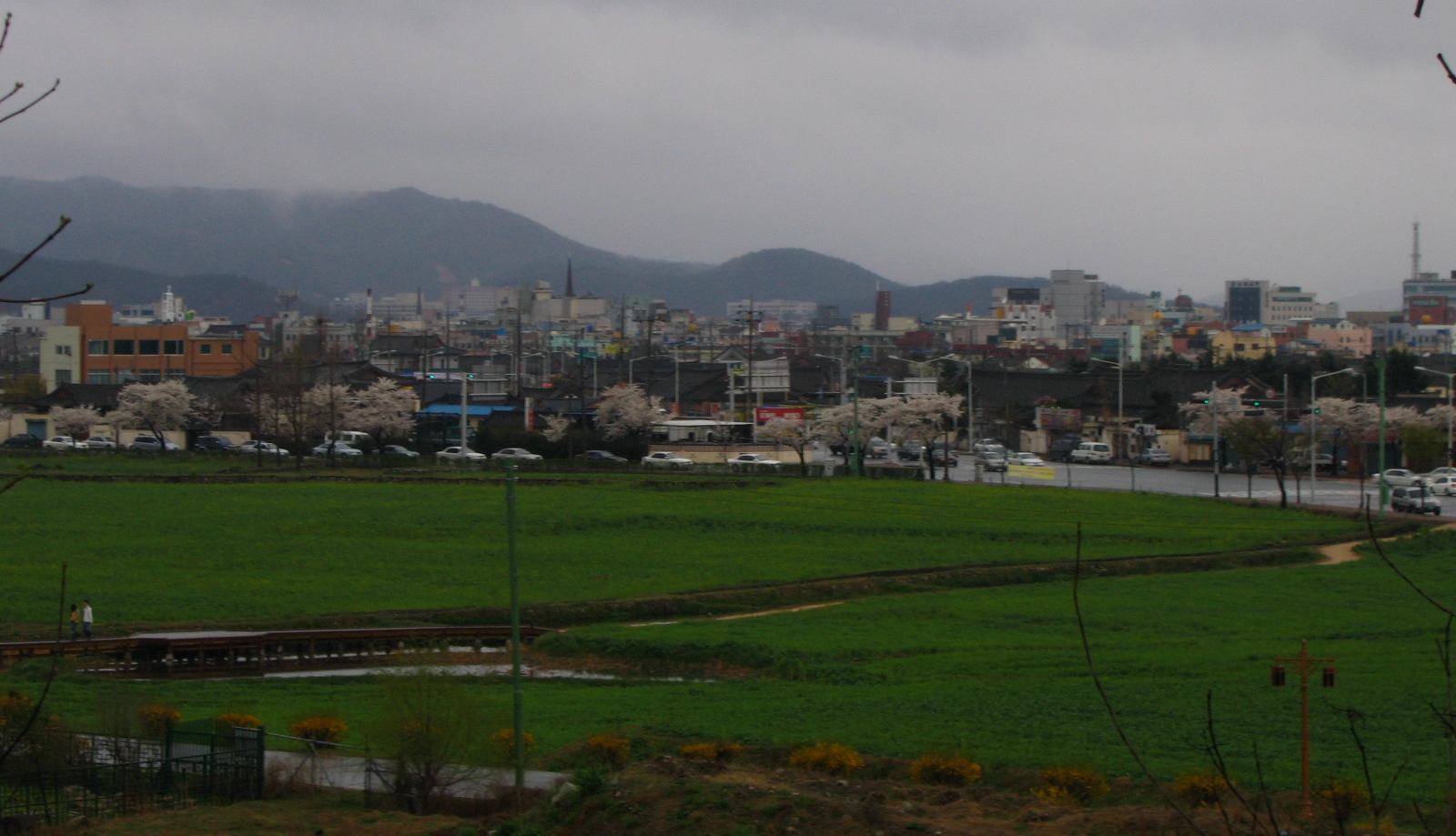
Вид на Кёнджу из Панвольсона.
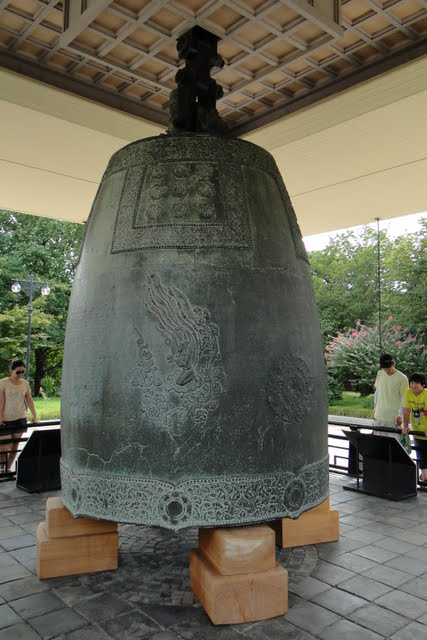
Медный колокол короля Сондока[англ.].
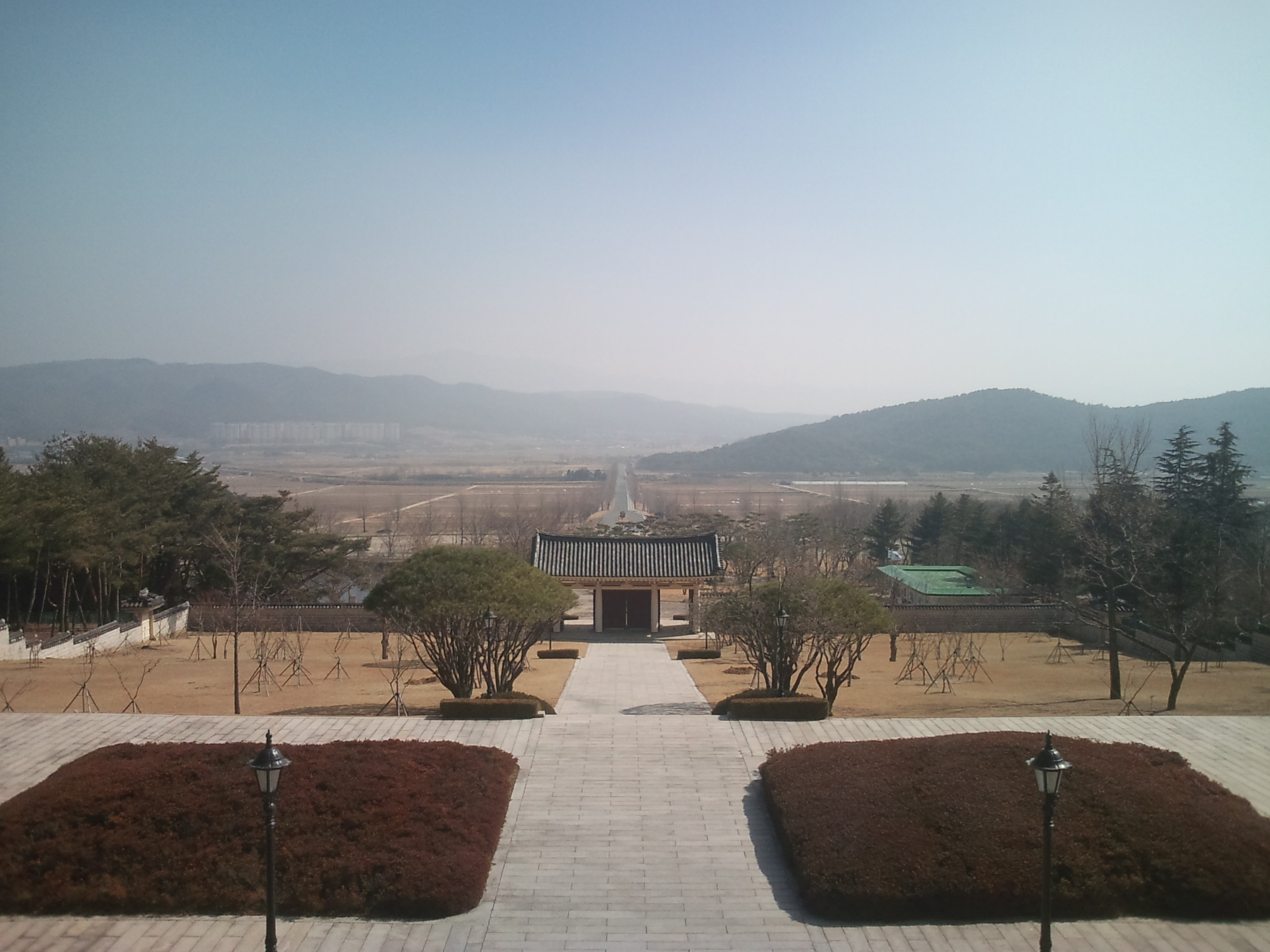
Мемориал объединения Трёх государств